# Gloria Swanson

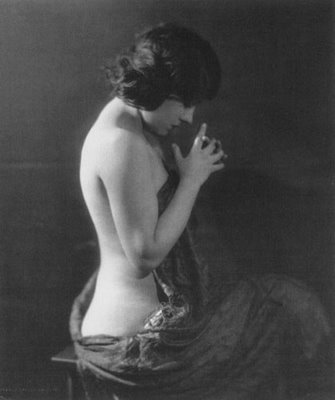
Gloria Swanson, 1919, foto Alfred Cheney Johnston

Gloria Swanson (artiestennaam van Gloria May Josephine Svensson) (Chicago, 27 maart 1899 - New York, 4 april 1983) was een Amerikaans actrice uit de tijd van de stomme film.
Gloria groeide op in Chicago en begon haar carrière in een filmstudio in Chicago, toen ze uit het publiek werd gehaald om een figurantenrol te spelen in de film The fable of Elvira and Farina and the meal ticket.
In 1916 kwam ze haar toekomstige man Wallace Beery tegen tijdens de opnames van de film 'Sweedie goes to College'. Ze trouwden en besloten te verhuizen naar Los Angeles. Na 1919 besloten Wallace en Gloria te scheiden. Daarna volgden nog vele huwelijken en scheidingen. Ze had onder meer in 1927- 1928 een romance met Joseph Kennedy (de vader van de latere president John F. Kennedy), die haar films The Love of Sunya en Queen Kelly financierde.